# Sotomayor-Insel
Die Sotomayor-Insel (spanisch Islote Sotomayor) ist eine Insel vor der nördlichen Küste Trinity-Halbinsel am nördlichen Ende der Antarktischen Halbinsel. Sie liegt vor der Landspitze Punta Ross, der südlichen Begrenzung der Einfahrt zur Unwin Cove.
Teilnehmer der 5. Chilenischen Antarktisexpedition (1950–1951) benannten sie nach Leutnant Victor Sotomayor, Offizier an Bord des Schiffs Lientur bei dieser Forschungsfahrt.